# Rudbar
Rudbar (pers. ‏رودبار‎) – miasto w Iranie, w ostanie Gilan. W 2006 roku miasto liczyło 11 558 mieszkańców.